# Колодин, Антон Александрович
Антон Александрович Колодин (род. 25 января 1979, Полевской, Свердловская область, РСФСР, СССР) — российский политический и государственный деятель. Глава города Нового Уренгоя с 26 августа 2024.

## Биография
Родился 25 января 1979 года в городе Полевском Свердловской области.

### Образование
В 2002 году окончил Уральский государственный лесотехнический университет по специальности «Лесное и лесопарковое хозяйство».
В 2012 году прошел обучение в Российской академии народного хозяйства и государственной службы при Президенте Российской Федерации по специальности «Юрист».

### Профессиональная деятельность
С 2002 года работал в департаменте природно-ресурсного регулирования Ямало-Ненецкого автономного округа, пройдя путь от инженера до заместителя директора. В 2008-м получил должность заведующего сектором и замдиректора департамента.
В 2014—2018 гг. — заместитель министра природных ресурсов, лесного хозяйства и экологии Пермского края.
В 2018 году вернулся на Ямал и занял должность первого замдиректора департамента природно-ресурсного регулирования, лесных отношений и развития нефтегазового комплекса ЯНАО.
В 2020-м перешёл в администрацию Пуровского района в качестве заместителя главы администрации муниципального округа, а уже в августе того же года возглавил данный район.
На посту главы Пуровского района реализовал несколько крупных проектов при поддержке ПАО «Новатэк». Проект студенческого кампуса в Тарко-Сале участвовал в федеральном конкурсе. В районе осуществляется программа переселения из ветхого и аварийного жилья, благоустройства и другие федеральные и региональные программы.
27 июня 2024 года объявил об уходе с должности главы Пуровского района.
С 1 июля 2024 года — и. о. главы города Нового Уренгоя.
22 августа 2024 года избран главой Нового Уренгоя. 28 августа того же года вступил в должность.

### Партийная деятельность
Член партии «Единая Россия».
С 2021 по 2024 годы — секретарь Пуровского местного отделения партии «Единая Россия».
С 2024 года — член регионального политического совета Ямало-Ненецкого регионального отделения партии «Единая Россия», член Местного политического совета Новоуренгойского местного отделения партии «Единая Россия».